# Selden P. Spencer
Selden P. Spencer (Erie, 1862. szeptember 16. – Washington, 1925. május 16.) az Amerikai Egyesült Államok szenátora (Missouri, 1918–1925).